# Gamma Tucanae
Désignations
Gamma Tucanae (γ Tuc, γ Tucanae) est une étoile de la constellation du Toucan.
Gamma Tucanae est une étoile géante jaune-blanche de type spectral F1III avec une magnitude apparente de 4,00 située à environ 75 années-lumière de la Terre. Elle indique également le bec du toucan.
Cette étoile a 1,55 fois la masse du Soleil.